# سرداب‌رود (سپیدان)
سرداب‌رود یک روستا در ایران است که در دهستان سرناباد شهرستان سپیدان واقع شده‌است.